# Clavus vibicinus
Clavus vibicinus é uma espécie de gastrópode do gênero Clavus, pertencente a família Drilliidae.